# Filita
La filita es una roca que representa una gradación en el grado de metamorfismo entre la pizarra y el esquisto. Sus minerales planares son más grandes que los de la pizarra, pero no lo bastante como para ser fácilmente identificables a simple vista. Aunque la filita parece similar a la pizarra, puede distinguirse con facilidad por su brillo satinado y su superficie ondulada. La filita, normalmente, muestra pizarrosidad y está compuesta fundamentalmente por cristales muy finos de moscovita, clorita o ambas.

## Descripción
Se reconoce fácilmente por su estructura laminar planar u ondulada, producida por la orientación de filosilicatos, y su textura de grano muy fino, no visible a simple vista, pero sí al microscopio petrográfico, donde se pueden distinguir sus minerales más comunes: micas, principalmente moscovita, cuarzo, talco, albita y clorita, entre otros. Las superficies poseen un brillo sedoso, a veces muy característico, y tacto untuoso, semejante al del talco. Se laja fácilmente y es relativamente poco coherente. Su color es variable; gris, gris-verdoso, gris-azulado, violeta e incluso marrón o rojizo, aunque en Murcia son muy característicos los colores grises y violetas.
En muchos libros de geología, la filita se describe comúnmente como una transición del metamorfismo regional entre el esquisto y la pizarra. De la primera roca se diferencia por el tamaño de grano; en el esquisto se observan los minerales a simple vista. De la segunda por su color y su brillo satinado. La pizarra, debido al menor tamaño de sus minerales, no brilla y es más parecida a una lutita compacta, además de que su estructura laminar muy desarrollada facilita su separación en lajas grandes (pizarrosidad) y un tacto áspero.

## Ambiente de formación
Roca procedente del metamorfismo regional de grado muy bajo a bajo, de rocas sedimentarias pelíticas (lutitas). En la región de Murcia se trata de antiguos sedimentos arcillo-limosos del Pérmico metamorfizados.

## Localidades y paisajes en España

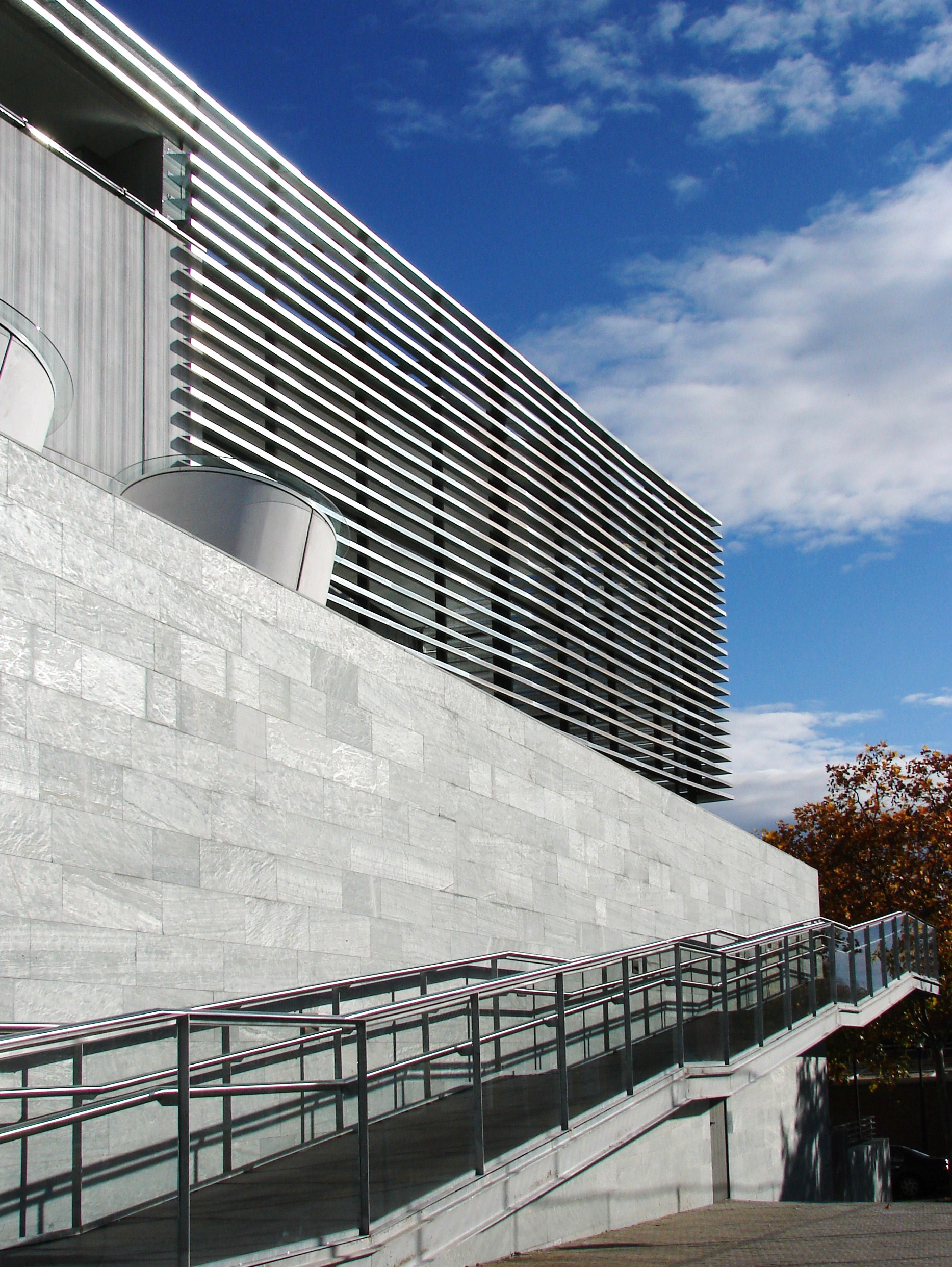
Revestimiento de filita gris en la Biblioteca - Public Library- Lope de Vega (Tres Cantos).

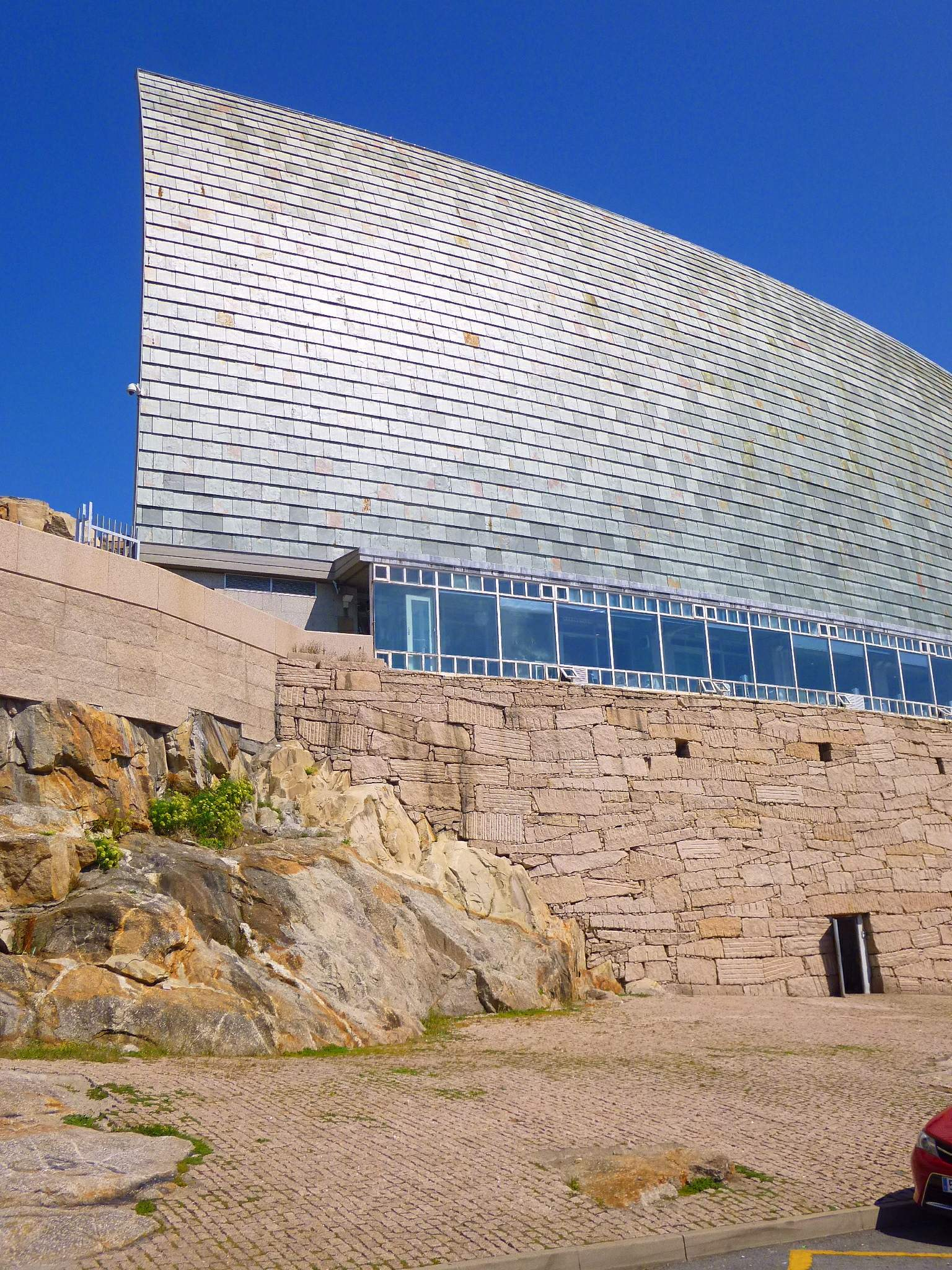
Domus, la Casa del Hombre, museo científico de La Coruña construido con filita verde de Lugo.

Es una de las rocas más abundantes en las sierras litorales y prelitorales de Granada y Málaga (España), ya que constituyen el zócalo de las unidades inferior e intermedia del Complejo Alpujárride, y la base del Complejo Maláguide. También son muy abundantes en la Sierra minera de Cartagena-La Unión; en la depresión existente entre el Loma de Bas y la sierra de Almenara, donde originan numerosos cerros coronados por calizas y dolomías, así como al norte y noroeste de Águilas. En el interior de la región, aparecen en las sierras de Enmedio (Puerto Lumbreras), la Torrecilla y Tercia (Lorca) al sur de Sierra Espuña, entre Alhama y Totana, y en las sierras de Carrascoy y el Puerto. 
También se encuentran muy bien representadas en las sierras del noroeste de Córdoba y sureste de Badajoz, formando un amplio macizo, dominio de Sierra Albarrana, que abarca desde el sureste de la provincia de Badajoz (Zonas de Azuaga y Berlanga) hasta casi Villaviciosa de Córdoba, en un paisaje típico de bosque mediterráneo. Siendo la encina, jara, cantueso, aulaga y lentisco las especies de flora más significativas.
Normalmente aparecen intercaladas, o debajo de otras rocas más competentes por lo que no suelen generar paisajes característicos. Pero cuando se presentan aisladas y ocupando zonas extensas, como en los alrededores de Puerto Lumbreras, dan monótonos paisajes azules de cerros redondeados, todos de poca altura y separados por pequeños pero abundantes arroyos. Este drenaje, debido a su impermeabilidad y poca coherencia es similar al de las margas. De hecho, estas rocas metamórficas en la región también presentan procesos erosivos muy altos y en ellas, por tanto, los suelos están muy poco desarrollados. También se encuentran en la provincia de Segovia, en concreto en la zona de Bernardos.
En marzo de 2024, la filita verde de Lugo que se extrae de las canteras de Bretoña, y de las que se tienen documentadas su uso desde 1626, ha sido galardonada por la Unión Internacional de Ciencias Geológicas (IUGS) en la importante categoría de Piedras del Patrimonio Mundial. Una categoría a la que también está adscrito el mármol de Carrara. 

## Usos
Son rocas que actualmente carecen de usos, aunque tradicionalmente se han utilizado para la impermeabilización de tejados. Y más raramente como lubricantes, ya que algunas son ricas en talco.

## Datos interesantes
El nombre de filita se debe a la forma tan peculiar que presentan estas rocas, procede de dos palabras griegas que significan hoja y piedra.
En zonas de Murcia como Mazarrón a estas rocas se les denomina greda. Sin embargo greda es un término coloquial más amplio, que se suele utilizar para arcillas, margas y mezclas de arcillas plásticas con arenas e incluso cal, que combinadas con agua, toman un tacto áspero y gran consistencia, por lo que se usaba principalmente para desengrasar paños y quitar manchas. También se conoce con este nombre a algunos materiales expulsados por los volcanes, los lapilli. 